# Avancarga

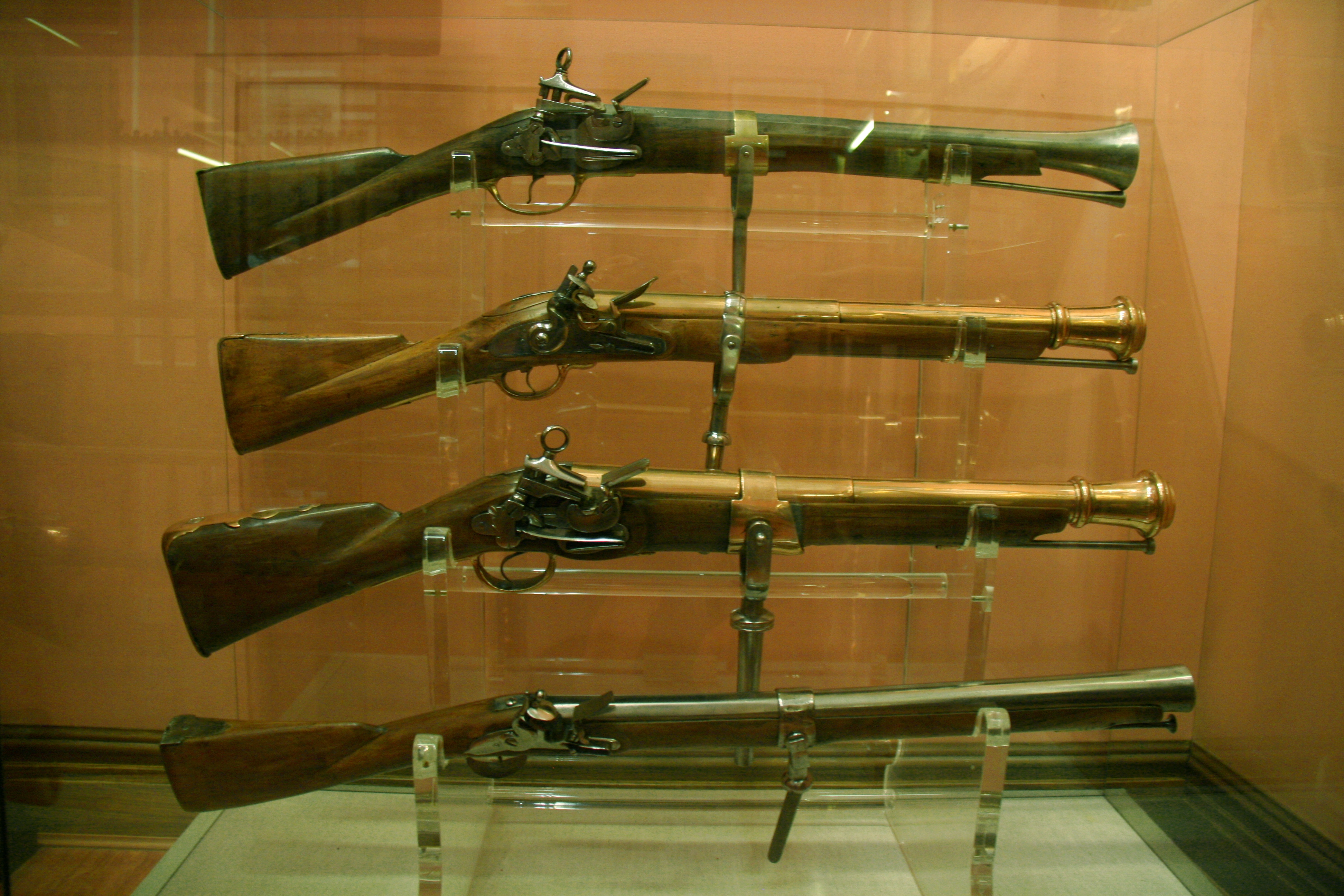
Trabucos de borda en el Museo Naval de Madrid.

Un arma de avancarga es un arma de fuego en la cual tanto el proyectil como el propelente son cargados por la boca del cañón de la misma; a diferencia de las armas de retrocarga, en las que el proyectil se introduce por la parte posterior de la misma. El término proviene de aván, por avante (del latín 'ab ante'), y carga. Análogamente, el Reglamento de Armas de España se expresa en estos términos:

7. Arma de avancarga: Arma de fuego en la que la carga de proyección y el proyectil se introducen por la boca del cañón o, en su caso, por la boca de la recámara del tambor. La carga de proyección es de pólvora negra o de sustancia explosiva o pirotécnica similar.

Por lo tanto, son armas de avancarga el arcabuz, el trabuco y el mosquete, así como los primeros cañones y fusiles.

## Historia y desarrollo

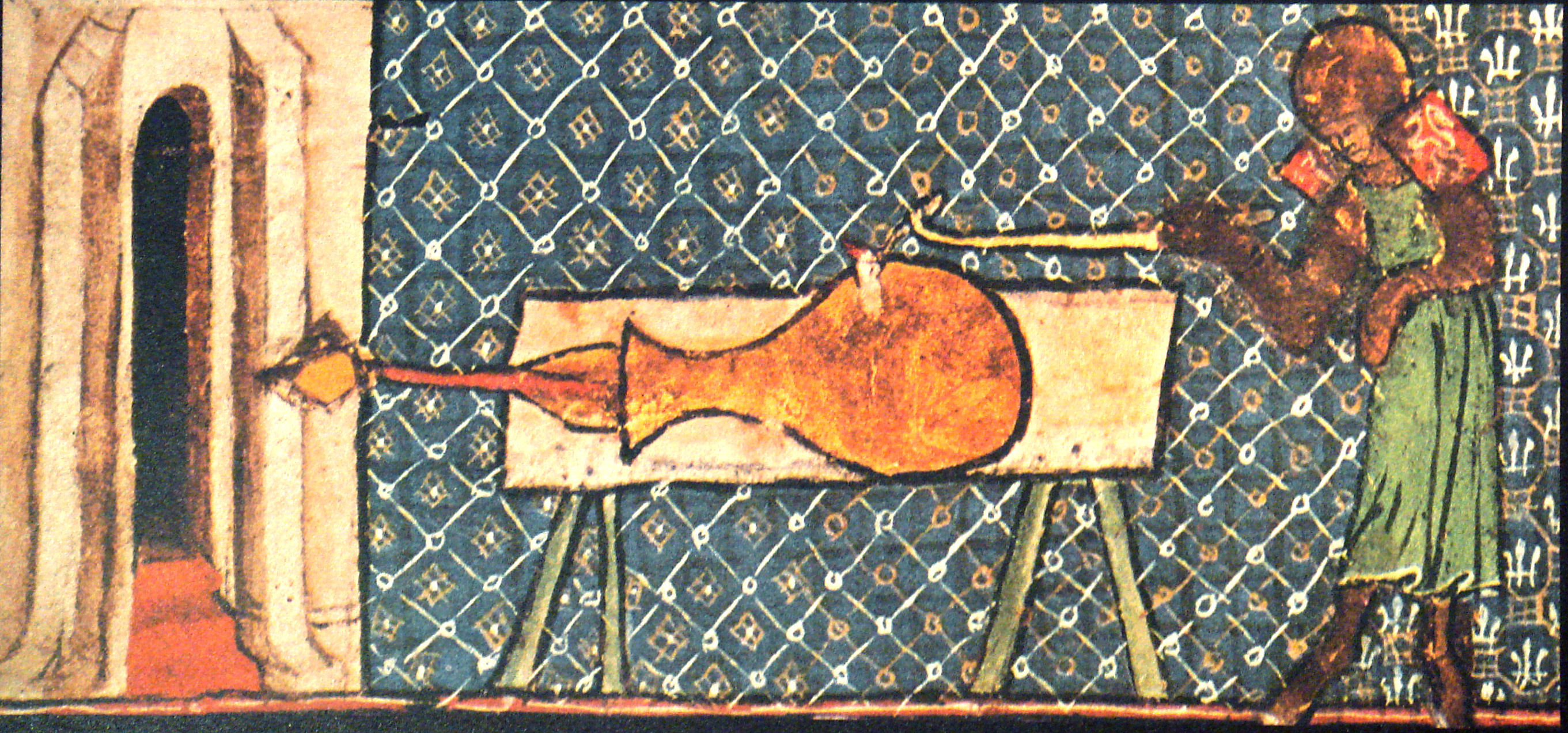
La imagen más antigua que se conoce de un cañón europeo muestra un arma de este tipo.
De Nobilitatibus Sapientii Et Prudentiis Regum, Walter de Milemete (1326).

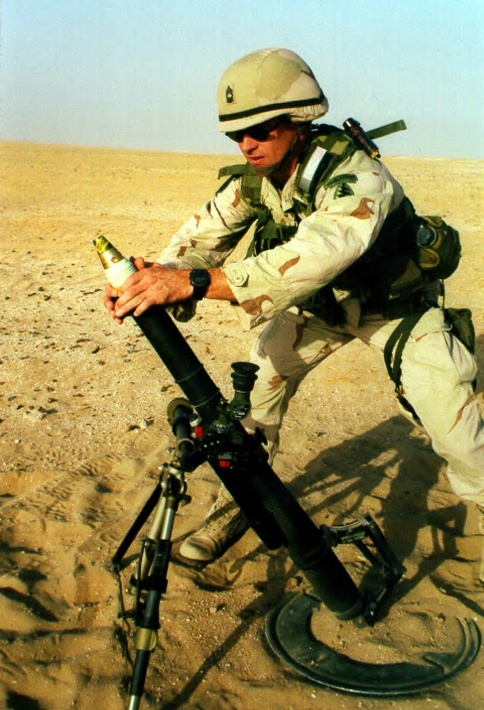
Soldado cargando un mortero moderno por la boca de este.

A lo largo de la historia se han desarrollado numerosas armas de avancarga por resultar de diseños más sencillos o rudimentarios, siendo solo necesario un cilindro abierto por un solo extremo que aguante la fuerza de propulsión. Por ejemplo en China existen testimonios que datan del siglo XIII d. C. que revelan cómo fueron utilizadas armas rudimentarias de bambú que lanzaban diversos proyectiles.
Ha sido paralelo al desarrollo de las armas de fuego donde se aprecia el uso de esta técnica de carga, presente desde la recarga de una ballesta hasta los morteros o lanzamisiles usados en la actualidad. La fabricación de armas de avancarga fue desplazada por la aparición de las armas de retrocarga por ser éstas más fáciles y rápidas de recargar; presentando la ventaja adicional de que facilita la carga de las grandes piezas de artillería, donde el tamaño de éstas o su ubicación (en barcos, tanques o aeronaves) imposibilitan o dificultan su recarga por la boca del cañón. Además, la aparición del cartucho permitió fabricar armas más seguras y limpias que generalmente se recargan por la parte posterior, cargador o tambor.